# Пединська сільська рада
Пединська сільська рада (Пединківська сільська рада, деколи — Пединецька сільська рада) — колишня адміністративно-територіальна одиниця та орган місцевого самоврядування у Любарському і Дзержинському районах Волинської округи, Вінницької й Житомирської областей з адміністративним центром у с. Пединка.

## Населені пункти
Сільській раді були підпорядковані населені пункти:
- с. Пединка
- с. Провалівка

## Населення
Кількість населення ради станом на 1923 рік становила 1 162 особи, кількість дворів — 271.
Відповідно до перепису населення СРСР, станом на 17 грудня 1926 року, чисельність населення ради становила 1 563 особи, з них, за статтю: чоловіків — 758, жінок — 805, етнічний склад: українців — 1 475, євреїв — 9, поляків — 79. Кількість господарств — 332, з них несільського типу — 4.
Відповідно до результатів перепису населення СРСР, кількість населення ради, станом на 12 січня 1989 року, становила 1 240 осіб.
Станом на 5 грудня 2001 року, відповідно до перепису населення України, кількість мешканців сільської ради становила 1 131 особу.

## Склад ради
Рада складалася з 16 депутатів та голови.

### Керівний склад сільської ради
| ПІБ                          | Основні відомості                                                                | Дата обрання | Дата звільнення |
| ---------------------------- | -------------------------------------------------------------------------------- | ------------ | --------------- |
| Рибачук Валентина Миколаївна | Сільський голова, 1967 року народження, освіта, член Української Народної Партії | 26.03.2006   | 31.10.2010      |
| Рибачук Валентина Миколаївна | Сільський голова, 1967 року народження, освіта вища, позапартійна                | 31.10.2010   |                 |

Примітка: таблиця складена за даними джерела

## Історія
Створена 1923 року як Пединківська сільська рада, в с. Пединки (Пединка) Мотовилівської волості Полонського повіту Волинської губернії.
Станом на 1 вересня 1946 року Пединківська сільська рада входила до складу Любарського району Житомирської області, на обліку в раді перебувало с. Пединки.
11 серпня 1954 року, відповідно до указу Президії Верховної ради Української РСР «Про укрупнення сільських рад по Житомирській області», сільську раду ліквідовано, територію та с. Пединки приєднано до складу Гриновецької сільської ради Любарського району. Відновлена 11 січня 1960 року, відповідно до рішення Житомирського облвиконкому № 2 «Про зміни в адміністративно-територіальному поділі сільських рад в районах області», шляхом перенесення адміністративного центру Гриновецької сільської ради до с. Пединки з перейменуванням її на Пединківську та підпорядкуванням сіл Гринівці і Карань. Одночасно підпорядковано с. Вигнанка ліквідованої Провалівської сільської ради Любарського району. 8 травня 1961 року, відповідно до рішення Житомирського ОВК № 425 «Про зміни в адміністративно-територіальному поділі Стрижівської і Пединківської сільських рад Любарського району», підпорядковано с. Провалівка Стрижівської сільської ради, с. Гринівці передано до складу Стрижівської сільської ради Любарського району. 7 січня 1963 року, відповідно до рішення Житомирського облвиконкому № 16 «Про об'єднання та ліквідацію деяких сільських і селищних рад», до складу ради включено с. Гринівці Стрижівської сільської ради Дзержинського району. 10 березня 1966 року, відповідно до рішення Житомирського облвиконкому № 126 «Про утворення сільських рад та зміни в адміністративному підпорядкуванні деяких населених пунктів області», села Вигнанка та Провалівка передані до складу відновленої Вигнанської сільської ради Любарського району.
На 1 січня 1972 року сільська рада входила до складу Любарського району Житомирської області, на обліку в раді перебували села Гринівці та Пединка.
10 травня 1972 року, відповідно до рішення Житомирського облвиконкому № 194 «Про ліквідацію, утворення, окремих сільрад та зміни в адміністративному підпорядкуванні деяких населених пунктів Любарського і Малинського районів», с. Гринівці підпорядковане Малобраталівській сільській раді Любарського району. 12 серпня 1974 року, відповідно до рішення ЖОВК № 342 «Про зміни в адміністративно-територіальному поділі окремих районів області в зв'язку з укрупненням колгоспів», підпорядковано с. Провалівка Вигнанської сільської ради Любарського району.
Виключена з облікових даних 17 липня 2020 року. Територію та населені пункти ради, відповідно до розпорядження Кабінету Міністрів України № 711-р від 12 червня 2020 року «Про визначення адміністративних центрів та затвердження територій територіальних громад Житомирської області», включено до складу Любарської селищної територіальної громади Житомирського району Житомирської області.
Входила до складу Любарського (7.03.1923 р., 4.01.1965 р.) та Дзержинського (30.12.1962 р.) районів.